# Arquidiocese de Montevidéu
A Arquidiocese de Montevideo (Archidiœcesis Montisvidei) é a unica circunscrição eclesiástica metropolitana da Igreja Católica no Uruguai, situada em Montevidéu, no Uruguai. 
É fruto da elevação da diocese de Montevidéu, em 1897. Seu atual arcebispo é Daniel Sturla. Sua sé é a Catedral de la Inmaculada Concepción y San Felipe y Santiago.
Possui 83 paróquias.

## História
O vicariato apostólico de Montevidéu foi erigido em 14 de agosto de 1832 em seguida a uma lei civil de 1830, reivindicando o território da diocese de Buenos Aires (hoje arquidiocese).
Em 13 de julho de 1878 o vicariato apostólico foi elevado a diocese por força da bula Ex quo do Papa Leão XIII.
Em 14 de abril de 1897 cedeu porção do seu território em vantagem da ereção da diocese de Salto e de Melo e nesse contexto é elevada ao posto de arquidiocese metropolitana.
Em 15 de novembro de 1955 cedeu outra porção de território em vantagem da diocese de Melo e da ereção da diocese de San José de Mayo.

## Prelados
Administração local:
| #                        | Nome                                            | Período    | Notas                                           |
| Arcebispos               | Arcebispos                                      | Arcebispos | Arcebispos                                      |
| ------------------------ | ----------------------------------------------- | ---------- | ----------------------------------------------- |
| 7º                       | Daniel Fernando Cardeal Sturla Berhouet, S.D.B. | 2014-atual |                                                 |
| 6º                       | Nicolás Cotugno Fanizzi, S.D.B.                 | 1998-2014  |                                                 |
| 5º                       | José Gottardi Cristelli, S.D.B. †               | 1985-1998  |                                                 |
| 4º                       | Carlos Parteli Keller †                         | 1976-1985  |                                                 |
| 3º                       | Antonio María Cardeal Barbieri, O.F.M.Cap. †    | 1940-1976  |                                                 |
| 2º                       | Juan Francesco Aragone †                        | 1919-1940  |                                                 |
| 1º                       | Mariano Soler †                                 | 1897-1908  |                                                 |
| Arcebispos-coadjutores   |                                                 |            |                                                 |
|                          | Carlos Parteli Keller                           | 1966-1976  |                                                 |
|                          | Antonio María Barbieri, O.F.M.Cap. †            | 1936-1940  |                                                 |
| Bispo-auxiliar           |                                                 |            |                                                 |
|                          | Luis Eduardo González Cedrés                    | 2018-2023  | Nomeado Bispo de Mercedes                       |
|                          | Pablo Alfonso Jourdán Alvariza                  | 2018-2021  | Nomeado Bispo de Melo                           |
|                          | Daniel Sturla Berhouet, S.D.B.                  | 2011-2014  | Elevado a Arcebispo                             |
|                          | Milton Luis Tróccoli Cebedio                    | 2009-2018  | Nomeado Bispo de Maldonado-Punta del Este-Minas |
|                          | Martín Pablo Pérez Scremini                     | 2004-2008  | Nomeado Bispo de Flórida                        |
|                          | Luis del Castillo Estrada, S.J.                 | 1988-1999  | Nomeado Bispo de Melo                           |
|                          | Orlando Romero Cabrera                          | 1986-1994  | Nomeado Bispo de Canelones                      |
|                          | Raúl Horacio Scarrone Carrero                   | 1982-1987  | Nomeado Bispo de Flórida                        |
|                          | José Gottardi Cristelli, S.D.B.                 | 1975-1985  | Elevado a Arcebispo                             |
|                          | Andrés Maria Rubio Garcia, S.D.B.               | 1968-1975  | Nomeado Bispo de Mercedes                       |
|                          | Miguel Balaguer                                 | 1962-1966  | Nomeado Bispo de Tacuarembó                     |
|                          | Antonio Corso                                   | 1958-1966  | Nomeado Bispo de Maldonado-Punta del Este       |
|                          | Ricardo Isaza e Goyechea                        | 1891-1929  |                                                 |
|                          | Pio Gaetano Secondo Stella                      | 1893-1927  |                                                 |
|                          | Innocenzo María Yéregui                         | 1881       | Elevado a Bispo                                 |
| Bispos                   |                                                 |            |                                                 |
| 6º                       | Mariano Soler †                                 | 1891-1897  |                                                 |
| 5º                       | Inocencio María Yéregui †                       | 1881-1890  |                                                 |
| 4º                       | Jacinto Vera y Durán †                          | 1859-1881  |                                                 |
| 3º                       | José Benito Lamas †                             | 1854-1857  |                                                 |
| 2º                       | Lorenzo Antonio Fernández †                     | 1848-1852  |                                                 |
| 1º                       | Dámaso Antonio Larrañaga O. Praem †             | 1832-1848  |                                                 |
| Administrador Apostólico |                                                 |            |                                                 |
|                          | Ricardo Isaza e Goyechea †                      | 1908-1918  |                                                 |